# Coelotes simplex
Coelotes simplex là một loài nhện trong họ Amaurobiidae.
Loài này thuộc chi Coelotes. Coelotes simplex được Octavius Pickard-Cambridge miêu tả năm 1885.